# 革命委员会 (文革)

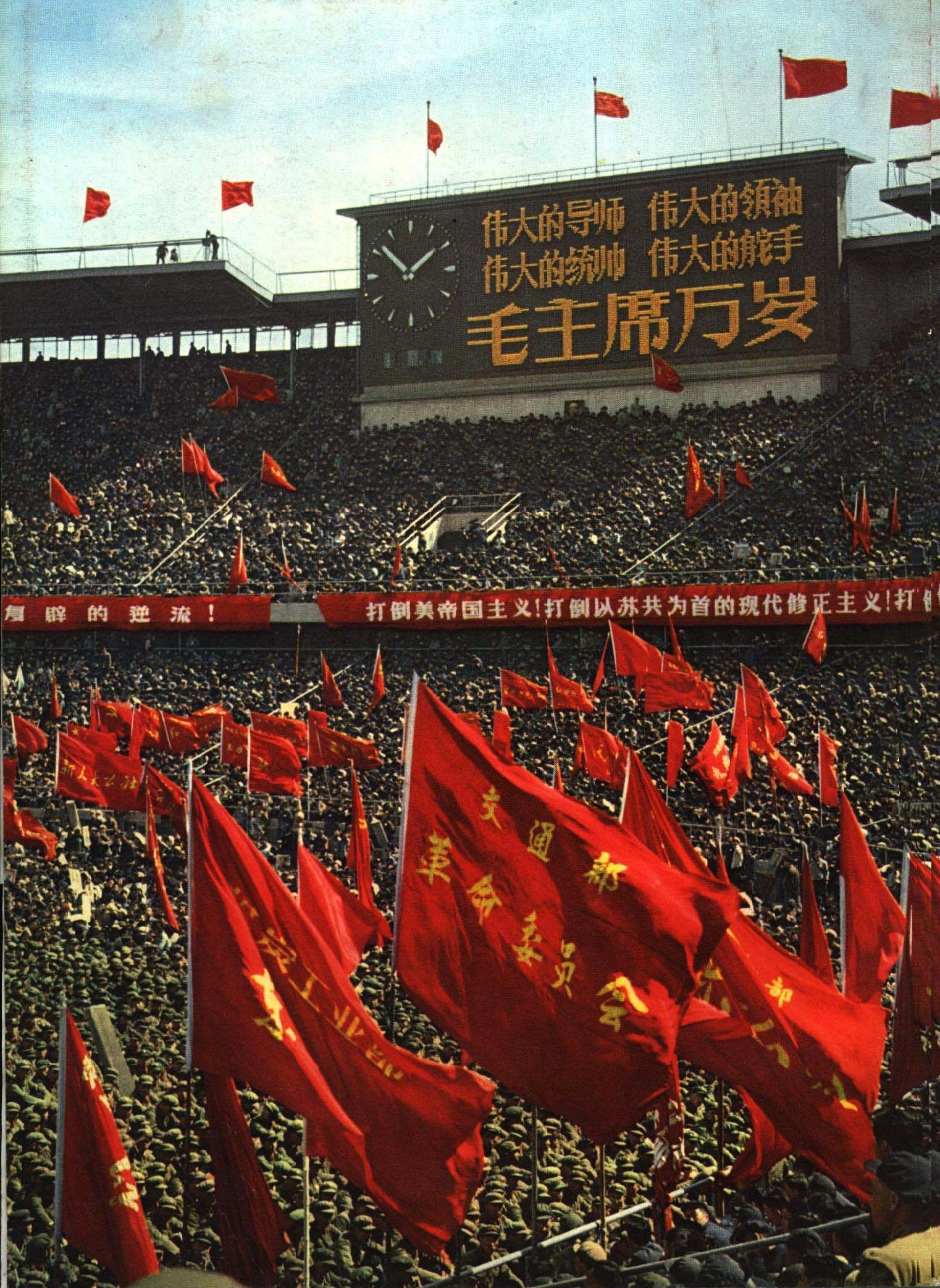
1967年北京市革命委员会成立

革命委员会是文化大革命期间及之后一段时间中华人民共和国地方各级政权和部分中央行政领导部门的政权组织形式，也是各企事业单位的领导机关组织形式，简称革委会或革委。

## 背景
1966年5月发布的文化大革命的指导性文件《五一六通知》认定“从中央到各省市自治区有一批“混进党里、政府里、军队里和各种文化界的资产阶级代表人物”，但并未要求全面夺取各级党委、政府机构权力。然而，随着文化大革命的发展，批判“资产阶级反动路线”运动兴起，斗争的对象转向中共党内的高级领导干部、各级党委:29。

## 历史

### “革命委员会”和“人民公社”
1967年1月6日，在张春桥、姚文元的指挥下，上海32个“造反派”组织举行了“彻底打倒以陈丕显、曹荻秋为首的上海市委大会”，一月风暴爆发。随后，全国各地的造反派组织相继开始“夺权”，1月23日前，夺权后成立的领导机构，主要是由群众组织代表和少量的干部代表两部分人组成。1月23日，中共中央、國務院、中央軍委聯名發出《關於人民解放軍堅決支持革命左派群眾的決定》(中发[67]27号），強調軍隊要“积极支持广大革命左派群众的夺权斗争”，军队随即成为夺权的重要力量  。1月31日，在黑龙江省委第一书记潘复生、省军区司令员汪家道的支持下，黑龙江省“造反派”夺权，成立了“黑龙江省红色造反者革命委员会”，2月2日，《人民日报》以《东北的新曙光》为题发表社论，指出黑龙江的经验是：革命群众组织的负责人，人民解放军当地的负责人和党政机关的革命领导干部，组成“三结合”的临时权力机构。第一次明确提出了“三结合”这一特定的术语。
2月5日，上海人民公社正式成立，上海“造反派”准备依据文化大革命纲领性文件《十六条》组织一个效法巴黎公社、实行全面选举制的政权，《上海人民公社宣言》中宣称：领导最终要由革命群众按照巴黎公社原则选举产生；“三结合”（干部、军队以及群众代表）只是过渡性质的权力机构。但党的喉舌《人民日报》多日对《上海人民公社宣言》未置一词，与夺权的黑龙江省形成了鲜明对比。2月12日，张春桥、姚文元返回北京。毛泽东与他们多次谈话，否定了之前自己建议的“公社”名称，表示公社选举制度将破坏党的领导。张春桥、姚文元遂于2月18日返回上海，传达毛泽东的指示。2月19日，中共中央发布《关于夺权斗争宣传报导问题的通知》，正式否定“人民公社”名称，并以“三结合”作为评判各地权力机构的标准。2月23日，上海人民公社改名上海市革命委员会。

各省革委会时间线

### 鼎盛时期 (1967年1月-1969年4月）
自1967年1月上海“一月风暴”导致的全国全面夺权开始，各省陆续成立“革委会”。到1969年4月中共九大召开前后，“革委会”处于鼎盛时期，实行了高度集权的“一元化领导”，取消中国共产党和中华人民共和国政府的分别，合为一体。革委会委员采取“三结合”方式产生，即由革命干部、群众组织代表和部队军管代表组成，但实质上是一种军事管制:78，大多数省、市、自治区的革委会的前身为军事管制委员会，或是以党中央指定的军队成员为首的“革命委员会筹备小组”:84。军代表通过“三支两军”掌握了各地的领导权，据统计，现役军人担任省、直辖市和自治区革委会主任的共20名，占总数的69％，担任县以上各级革委会主任的一般在80％以上：例如北京市占78％，广东省占81%，辽宁省占84％，云南省占97％，湖北省占98％等。
“革命委员会”成员一般不通过选举产生，而是经过所谓“反复的争论、酝酿、协商、审查”推选出来的。这种推选，很大程度上取决于群众造反派组织的状况和审查机关的主观意志。全国29个省、市、自治区“革命委员会”的4000多名委员中，包括其中大约半数左右的群众代表，都没有经过民主选举。中共中央、国务院、中央军委、中央文化革命小组于1967年5月31日作出了《关于成立地专级、县级革命委员会筹备小组和正式革命委员会的审批权限的规定》，地区、专区、县级革筹小组和革委会的组成和审批权完全被置于军队的控制之下。《规定》要求：在尚未建立省、市革命委员会的地区，地专级要成立革筹小组，必须由省军区或军审查，报大军区批准；县级由省军区或军批准。地专级正式成立革命委员会，则必须由军区审查，报中央批准；县级由省军区或军审查批准，报大军区备案:85。
| 各省、市、自治区成立“革委会”情况表 | 各省、市、自治区成立“革委会”情况表 | 各省、市、自治区成立“革委会”情况表 | 各省、市、自治区成立“革委会”情况表 | 各省、市、自治区成立“革委会”情况表 | 各省、市、自治区成立“革委会”情况表 | 各省、市、自治区成立“革委会”情况表   |
| 省革委名称                         | 成立时间                           | 被点名打倒原领导                   | 主任                               | 现役军人军衔                       | 其他主要负责人                     | 社论题目                             |
| ---------------------------------- | ---------------------------------- | ---------------------------------- | ---------------------------------- | ---------------------------------- | ---------------------------------- | ------------------------------------ |
| 黑龙江省革命委员会                 | 1967年1月31日                      | 欧阳钦、李范五                     | 潘复生                             |                                    | 汪家道                             | s:东北的新曙光                       |
| 上海市革命委员会                   | 1967年2月5日                       | 曹荻秋、陈丕显                     | 张春桥                             |                                    | 姚文元、王洪文                     | （夺权后人民日报未发社论）           |
| 贵州省革命委员会                   | 1967年2月14日                      | 贾启允                             | 李再含                             | 大校                               | 张明、李立                         | s:西南的春雷                         |
| 山东省革命委员会                   | 1967年3月2日                       | 谭启龙                             | 王效禹                             |                                    | 杨得志、韩金海                     | s:革命的“三结合”是夺权斗争胜利的保证 |
| 山西省革命委员会                   | 1967年3月18日                      | 陶鲁笳、卫恒                       | 刘格平                             |                                    | 张日清、陈永贵                     | s:山西省无产阶级文化大革命的伟大胜利 |
| 北京市革命委员会                   | 1967年4月20日                      | 彭真、刘仁                         | 谢富治                             | 上将                               | 吴德、郑维山、聂元梓               | s:热烈欢呼北京市革命委员会成立       |
| 青海省革命委员会                   | 1967年8月12日                      | 王昭                               | 刘贤权                             | 少将                               | 张江霖、达洛                       | s:青海高原的凯歌                     |
| 内蒙古自治区革命委员会             | 1967年11月18日                     | 乌兰夫、王逸伦                     | 滕海清                             | 中将                               | 吴涛、高锦明                       | s:红太阳照亮了内蒙古草原             |
| 天津市革命委员会                   | 1967年12月6日                      | 万晓塘、张淮三                     | 解学恭                             |                                    | 萧思明、郑三生                     | s:海河两岸尽朝晖                     |
| 江西省革命委员会                   | 1968年1月5日                       | 方志纯                             | 程世清                             | 少将                               | 杨栋梁、万里浪                     | s:井冈山红旗飘万代                   |
| 甘肃省革命委员会                   | 1968年1月24日                      | 汪锋                               | 冼恒汉                             | 中将                               | 张忠、胡继宗                       | s:春风已到玉门关                     |
| 河南省革命委员会                   | 1968年1月27日                      | 文敏生、赵文甫                     | 刘建勋                             |                                    | 王新、纪登奎、耿起昌               | s:辽阔中原唱凯歌                     |
| 河北省革命委员会                   | 1968年2月3日                       | 林铁                               | 李雪峰                             |                                    | 刘子厚、马辉、耿长锁               | s:华北山河一片红                     |
| 湖北省革命委员会                   | 1968年2月5日                       | 王任重                             | 曾思玉                             | 中将                               | 刘丰、张体学                       | s:长江万里起宏图                     |
| 广东省革命委员会                   | 1968年2月21日                      | 陶铸、赵紫阳                       | 黄永胜                             | 上将                               | 孔石泉、陈郁                       | s:战士指看南粤，更加郁郁葱葱         |
| 吉林省革命委员会                   | 1968年3月6日                       | 赵林                               | 王淮湘                             | 少将                               | 阮泊生、邓季翘                     | s:红日高照长白山                     |
| 江苏省革命委员会                   | 1968年3月23日                      | 江渭清、陈光                       | 许世友                             | 上将                               | 吴大胜、杨立广、彭冲               | s:天翻地覆慨而慷                     |
| 浙江省革命委员会                   | 1968年3月24日                      | 江华                               | 南萍                               | 少将                               | 陈励耘、熊应堂、赖可可             | s:紧跟毛主席就是胜利                 |
| 湖南省革命委员会                   | 1968年4月8日                       | 王延春                             | 黎原                               | 少将                               | 龙书金、华国锋、章伯森             | s:芙蓉国里尽朝辉                     |
| 宁夏回族自治区革命委员会           | 1968年4月10日                      | 杨静仁、马玉槐                     | 康健民                             | 少将                               | 张怀礼、徐洪学                     | s:不到长城非好汉                     |
| 安徽省革命委员会                   | 1968年4月18日                      | 李葆华、黄岩                       | 李德生                             | 少将                               | 廖成美、宋佩璋                     | s:无产阶级革命派的胜利               |
| 陕西省革命委员会                   | 1968年5月1日                       | 习仲勋、刘澜涛                     | 李瑞山                             |                                    | 黄经耀、胡炜                       | s:延安精神永放光芒                   |
| 辽宁省革命委员会                   | 1968年5月10日                      | 马明方、顾作新                     | 陈锡联                             | 上将                               | 李伯秋、王良、毛远新               | s:东北大地红烂漫                     |
| 四川省革命委员会                   | 1968年5月31日                      | 李井泉、廖志高                     | 张国华                             | 中将                               | 梁兴初、刘结挺、张西挺             | s:七千万四川人民在前进               |
| 云南省革命委员会                   | 1968年8月13日                      | 阎红彦、赵建民                     | 谭甫仁                             | 中将                               | 周兴、陈康、段思英                 | s:热烈吹呼云南省革委会成立           |
| 福建省革命委员会                   | 1968年8月14日                      | 叶飞、范式人                       | 韩先楚                             | 上将                               | 皮定均、蓝荣玉                     | s:团结起来，共同对敌                 |
| 广西壮族自治区革命委员会           | 1968年8月26日                      | 贺希明、谢五岗                     | 韦国清                             | 上将                               | 欧致富、安平生                     | s:紧跟毛主席的伟大战略部署前进       |
| 西藏自治区革命委员会               | 1968年9月5日                       | 周仁山、王其梅                     | 曾雍雅                             | 少将                               | 任荣、巴桑                         | s:无产阶级文化大革命的全面胜利万岁！ |
| 新疆维吾尔自治区革命委员会         | 1968年9月5日                       | 武光、吕剑人                       | 龙书金                             | 少将                               | 赛福鼎                             | s:无产阶级文化大革命的全面胜利万岁！ |

### 平复时期 (1969年4月-1972年8月）
自1969年4月中共九大上提出重建各地党组织，到1972年8月中共中央和中央軍委发出《关于三支两军若干问题的决定（草案）》为止，是革委会的平复时期，即由包揽一切权力恢复到文化大革命前的地方政权的时期:86。
1970年10月28日，中共中央发出《关于召开地方各级党代表大会的通知》，提出陆续召开地方各级党代表大会，产生新的党委。此后，地方各级党委先后成立。新党委和原来的革命委员会多是两块牌子，一套人马，各级党委的第一书记一般兼任同级革委会的主任。这种初步的分化缩小了革委会的职权范围，使党政领导体制在一定程度上恢复到“文化大革命”前的状态。

### 衰亡时期 (1972年8月-1979年9月）
自1972年8月“三支两军”人员开始撤回军队起，至1979年7月第五届全国人民代表大会第二次会议通過《关于修正‘中华人民共和国宪法’若干决定的决议》，决定將革命委員會改組為地方各級人民政府，为“革委会”的衰亡时期:95。
1972年8月21日，中共中央、中央军委发出《关于征询对三支两军问题的意见的通知》，通知指出：凡建立党委的地方和单位，军管、军宣队、支左领导机构撤销，少数军队干部转业留在地方工作。此后，“三支两军”人员陆续返回部队，但还有一些军队代表留在地方，他们主要是在党政机关和省市一级革委会任主要负责人。军队代表的撤出为地方干部的重返领导岗位提供了条件，大批被解放的“老干部”逐渐复出:96。1973年1月1日，《人民日报》、《红旗》杂志、《解放军报》发表《新年献词》，指出各级领导机构要按照老、中、青三结合的原则逐步完善。这以后，“革命委员会”内部原来意义上的革命干部、军队、群众代表的三结合政权形式，已经不作为普遍原则存在了，而被新的意义上的老中青三结合的形式所取代了。其中“老”干部占据了绝对的优势，居于支配地位，许多文革前期加入革委会的“造反派”群众组织成员被下放回原单位，如杭州市革委会138名“新干部”到1973年只留下了7名:97-98。
1975年四届人大通过的《中华人民共和国宪法》中关于革委会的规定与文革前的地方人民政府并无明显区别，事实上履行着相同的职能，仅名称不同而已:100。在“粉碎四人帮”后，无产阶级专政下继续革命的理论逐渐被否定。1979年7月1日，第五届全国人民代表大会第二次会议通過《关于修正‘中华人民共和国宪法’若干决定的决议》，將革命委員會改組為地方各級人民政府。而革命委员会的组织形式一直到1980年代才全部撤销。以浙江省为例，8个地区革命会于1978年9月统一改称地区行政公署（根据1978年宪法，地区不作为一级政权，不设人民代表大会与革委会）。杭州市革委会于1981年12月改称杭州市人民政府，温州市革委会于1981年11月改称温州市人民政府，宁波市革委会于1982年2月改称宁波市人民政府。黄岩县革委会迟至82年6月才改称黄岩县人民政府，贵阳市革委会于82年8月改称贵阳市人民政府，张家口革委会于1983年4月改称张家口市人民政府。
| 各省、市、自治区最后一届“革委会”情况表:107-108 | 各省、市、自治区最后一届“革委会”情况表:107-108 | 各省、市、自治区最后一届“革委会”情况表:107-108 | 各省、市、自治区最后一届“革委会”情况表:107-108 |
| 省革委名称                                     | 时间                                           | 主任                                           |                                                |
| ---------------------------------------------- | ---------------------------------------------- | ---------------------------------------------- | ---------------------------------------------- |
| 湖南省革命委员会                               | 1977年11月16日                                 | 毛致用                                         | 万达、张立宪、孙国治、刘夫生等12人             |
| 贵州省革命委员会                               | 1977年11月28日                                 | 马力                                           | 贾庭三、苏钢、李庭桂、刘兴胜等14人             |
| 西藏自治区革命委员会                           | 1977年12月2日                                  | 任荣                                           | 天宝、阿沛·阿汪晋美等10人                      |
| 北京市革命委员会                               | 1977年12月3日                                  | 吴德                                           | 倪志福、丁国钰、黄作珍、郑天翔等17人           |
| 河北省革命委员会                               | 1977年12月3日                                  | 刘子厚                                         | 马辉、王金山、吕玉兰、郭志等11人               |
| 河南省革命委员会                               | 1977年12月5日                                  | 刘建勋                                         | 胡立教、戴苏理、王辉、郑永和等6人              |
| 天津市革命委员会                               | 1977年12月6日                                  | 解学恭                                         | 黄志刚、赵武成、邢燕子、阎达开等13人           |
| 山东省革命委员会                               | 1977年12月14日                                 | 白如冰                                         | 苏毅然、秦和珍、厉日耐、李振等14人             |
| 山西省革命委员会                               | 1977年12月15日                                 | 王谦                                           | 陈永贵、韩英、郭凤莲、王茂林等12人             |
| 广西壮族自治区革命委员会                       | 1977年12月15日                                 | 乔晓光                                         | 刘重桂、覃应机、杜易、赵欣然等10人             |
| 广东省革命委员会                               | 1977年12月17日                                 | 韦国清                                         | 王首道、焦林义、李坚真、梁湘等16人             |
| 云南省革命委员会                               | 1977年12月17日                                 | 安平生                                         | 王必成、刘明辉、李启明、张铚秀等16人           |
| 四川省革命委员会                               | 1977年12月20日                                 | 赵紫阳                                         | 徐池、杨汝岱、鲁大东、李子元等13人             |
| 浙江省革命委员会                               | 1977年12月22日                                 | 铁瑛                                           | 陈伟达、陈作森、张子石、王芳等11人             |
| 青海省革命委员会                               | 1977年12月23日                                 | 谭启龙                                         | 狄子才、薛宏福、冀春光、赵海峰等11人           |
| 吉林省革命委员会                               | 1977年12月25日                                 | 王恩茂                                         | 阮泊生、张士英、高扬、安子文等13人             |
| 宁夏回族自治区革命委员会                       | 1977年12月26日                                 | 霍士廉                                         | 汤静仁、邵井蛙等9人                            |
| 内蒙古自治区革命委员会                         | 1977年12月28日                                 | 尤太忠                                         | 池必卿、宝日格勒、刘景平、滕俊清等14人         |
| 辽宁省革命委员会                               | 1977年12月28日                                 | 曾绍山                                         | 任仲夷、黄欧东、陈璞如、胡亦民等14人           |
| 黑龙江省革命委员会                             | 1977年12月28日                                 | 杨易辰                                         | 陈雷、陈剑飞、于洪亮、关舟等10人               |
| 江苏省革命委员会                               | 1977年12月28日                                 | 许家屯                                         | 胡宏、王敏生、周泽、惠浴宇等14人               |
| 甘肃省革命委员会                               | 1977年12月29日                                 | 宋平                                           | 冯纪新、王世太、马继孔、李友九等13人           |
| 陕西省革命委员会                               | 1977年12月29日                                 | 李瑞山                                         | 于明涛、姜一、肖钝、章泽等13人                 |
| 上海市革命委员会                               | 1977年12月30日                                 | 苏振华                                         | 倪志福、彭冲、韩哲一、陈锦华等13人             |
| 福建省革命委员会                               | 1978年1月4日                                   | 廖志高                                         | 马兴元、金昭典、伍洪洋、许亚等11人             |
| 湖北省革命委员会                               | 1978年1月5日                                   | 赵辛初                                         | 陈丕显、韩宁夫、顾大椿、张秀龙等13人           |
| 安徽省革命委员会                               | 1978年1月14日                                  | 万里                                           | 李任之、顾卓新、赵守一、王光宇等13人           |
| 新疆维吾尔自治区革命委员会                     | 1978年2月3日                                   | 汪锋                                           | 司马义·艾买提、宋致和、贾那布尔等13人          |
| 江西省革命委员会                               | 1978年2月18日                                  | 江渭清                                         | 白栋材、黄知真、刘俊秀，方志纯等10人           |

## 举措

### 精兵简政
1968年7月，《人民日报》发表了《灵宝县革委会实行领导班子革命化—精兵简政，密切联系群众》的报道，编者按语中要求各级革委会都要走“精兵简政”的道路。据此，各级革委会刚成立时，都不切实际地将工作机构和人员精简到难以维持正常工作的程度，大多数省、市、自治区级党委在成立时工作人员仅有150-200人左右，为原本行政人员的二十分之一甚至三十分之一:116。但随即，即开始了机构的膨胀、人员的增加，例如武汉市革委会1968年上半年成立时，工作人员仅有90人，但到1969年5月，仅1年时间，工作人员就剧增至1200人:119。1970—1971年间，在省级革委会中，除政工、生产、办事、政法几大组（或部）外，存在各种名目的编内、编外常设机构如：一打三反办公室、整党建党办公室、农村工作指挥部、增产节约办公室、清理敌档领导小组、计划生育办公室、学大庆领导小组、军工生产领导小组、落实政策办公室、征兵领导小组、招工办公室招生办公室、征粮领导小组、防空领导小组、知青办公室、打击投机倒把办公室、野营训练指挥部、革命大批判组、整团建团领导小组、外事工作领导小组、节煤办公室、节电办公室等等，名目繁多，而且往往要求市、县级革委会设置相应的对口机构:120。

### 狠抓阶级斗争
1968年3月23日，人民日报头版发表文章指出：“新生的革命委员会工作千头万绪应该抓什么？突出无产阶级政治，把毛泽东思想的红旗举得高高的；念念不忘阶级斗争，把革命大批判气氛搞得浓浓的”。革命委员会作为贯彻毛泽东无产阶级专政下继续革命的理论的工具，其原本的核心任务即为学习毛泽东思想，开展阶级斗争，以阶级斗争为纲的思想指导各领域的工作:124。

#### 办“毛泽东思想学习班”
1967年8月至1968年2月，前后，中共中央和中央文革分别将各省、市、自治区所在支“左”部队的领导人、各大派别的群众组织代表召至北京，开办了中央级的毛泽东思想学习班，如当时的“广西两派在京毛泽东思想学习班”、“云南在京毛泽东思想学习班”等等。这些学习班实质上是各派之间“讨价还价”的谈判，目标是各派在北京学习班期间达成停止武斗、实现联合的保证协议。在中央开办毛泽东思想学习班的基础上。各地方很快掀起了大办毛泽东思想学习班的群众运动，人口最多的四川省，当时有7000万人口，在省革委会成立之前，就已经有2700万人次先后参加了学习班。革委会成立后至党的九大召开以前，全国各地大办毛泽东思想学习班，举行“三忠于”讲用报告会，在工厂、农村、军队普遍组织毛泽东思想宣传队。九大后，随着“文化大革命”进入“斗、批、改”阶段，毛泽东思想学习班的性质和内容也随之发生了相应的变化，有些实际上变成了对干部的专案审查机构:126-128。

#### 开展阶级斗争、屠杀
文革中最为严重的广东、广西两地的屠杀在1968年7月达到高峰，并以“保卫红色政权”和抓捕“反共救国团”的名义进行有组织、有计划地杀人，多数杀戮是在各县革委会领导下进行的。广西和广东的反对派“四二二”和“红旗派”被排挤在权力之外，所以这两个省的“革委会”更倾向于用暴力手段对付这些“造反派”。
有人指出：“文革”中有3次因冤案而死人的高峰，其中的第三个是1968年到1970年的“清理阶级队伍”、“一打三反”和清查“五·一六”。这3个运动都是由“革委会”、“军宣队”、“工宣队”领导的，“文革”时期因冤案而死的人中，绝大部分死于这一时期。非官方的数据认为，仅“清理阶级队伍”期间，全国有3,000万人被斗，50万人死亡。这个时期整死人的事件，几乎各单位都有，超过其他时期的总和。革命委员会既是严重的阶级斗争扩大化的产物，又是贯彻错误的阶级斗争方针的有力工具:133。